# Olof Gigon
Olof Gigon (Basilea, 28 gennaio 1912 – Atene, 18 giugno 1998) è stato un filologo classico e grecista svizzero, fra i più importanti del Novecento.

## Biografia e attività professionale

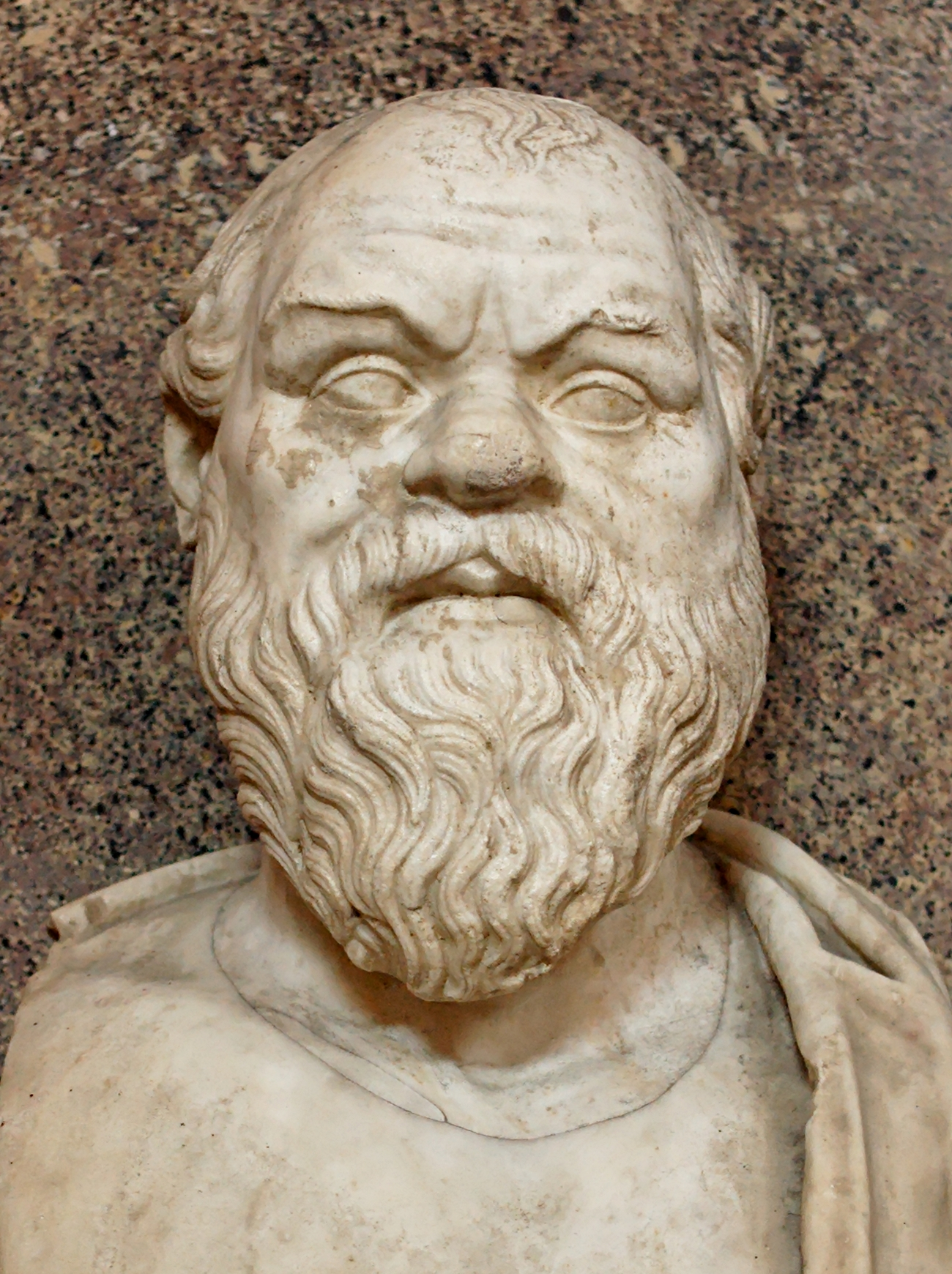
Busto di Socrate conservato nei Musei Vaticani.

Studiò filologia classica nell'università della propria città natale, e, successivamente, in quella di Monaco di Baviera. Oltre al latino, al greco antico e a quello moderno, apprese il persiano, il turco e l'arabo. Allievo del celebre storico della filosofia Werner Jaeger fu, fin dalla seconda metà degli anni trenta, professore di materie filologiche e filosofiche prima presso l'Università di Friburgo poi presso l'Università di Berna. Grande conoscitore del mondo classico, si dedicò soprattutto, nei suoi numerosi saggi, alla storia del pensiero filosofico greco, dalle origini fino all'età ellenistica. 
Importanti sono i suoi contributi in merito alle relazioni intercorrenti fra la filosofia presocratica e alcuni aspetti della mitologia greca. Curò (1950-1971) la pubblicazione della monumentale Opera omnia di Aristotele, sottoponendola a una rigorosa revisione filologica, e, più recentemente, quella dei frammenti delle opere aristoteliche andate perdute (1987).
Anche la figura di Socrate fu oggetto di particolare studio da parte di Gigon. Le sue tesi sul grande filosofo ateniese suscitarono, e continuano tuttora a suscitare, accesi dibattiti sulla cosiddetta questione socratica. Gigon asserisce che secondo una prospettiva filologica, su Socrate non ci è dato sapere quasi nulla che possa superare il filtro di una conoscenza storica oggettiva, salvo il processo che culminò nella ben nota condanna a morte e pochi altri eventi. Alcuni studiosi moderni, in polemica con Gigon, tendono a recuperare il pensiero di Socrate mediante lo studio delle opere del suo più illustre allievo, Platone.

## Opere principali
- Der Ursprung der griechischen Philosophie, Basilea, Schwebe, 1945
- Sokrates, Sein Bild in Dichtung und Geschichte, Berna, A.Francke, 1947
- Kommentar zu Xenophons Memorabilien, (II edizione), Berna, Fridrich Reinhardt, 1956
- Grundprobleme der antiken Philosophie, 1970 (II edizione)
- Studien zur antiken Philosophie, Berlino, Walter de Gruyter Ed., 1972
- Gegenwärtigkeit und Utopie. Interpretation von Platons Staat, Zurigo-Monaco, Artemis, 1976
- La teoria e i suoi problemi in Platone ed Aristotele, Napoli, Bibliopolis, 1987